# Ballysodare
Ballysodare (oft und auf vielen Karten auch Ballysadare und gelegentlich Ballisodare), irisch Baile Easa Dara, „Ortschaft [des] Wasserfalls [der] Eiche“ ist eine Kleinstadt mit 1747 Einwohnern (Stand 2022) im County Sligo der Republik Irland. Sie liegt im Nordwesten der Insel Irland nahe der Küste und der Mündung des Ballysodare River (irisch Abhainn Bhaile Easa Dara) in den Atlantik.

## Geschichte
Die ca. 7 Kilometer südlich von Sligo gelegene Stadt entwickelte sich an einem Übergang über den Ballysodare River und ist nach dem dortigen Wasserfall Eas Dara benannt.
In den Annalen der vier Meister wurde Ballysodare zwischen 1158 und 1602 fünfzehnmal erwähnt. Im Jahr 1360 wurde eine steinerne Brücke über den Fluss gebaut.

## Verkehr

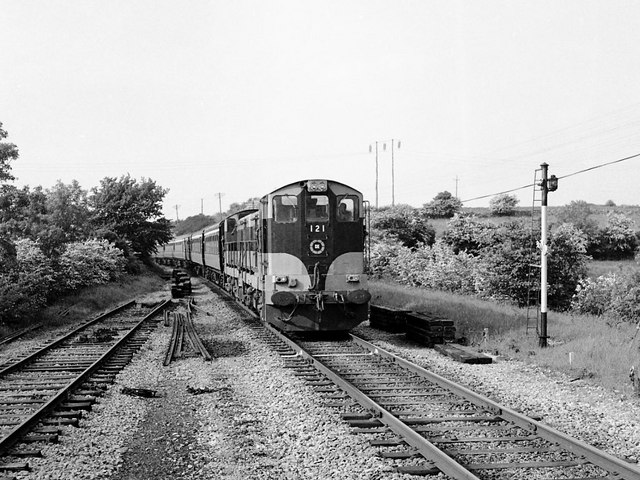
Zug aus Sligo bei der Durchfahrt durch den stillgelegten Bahnhof (1978)

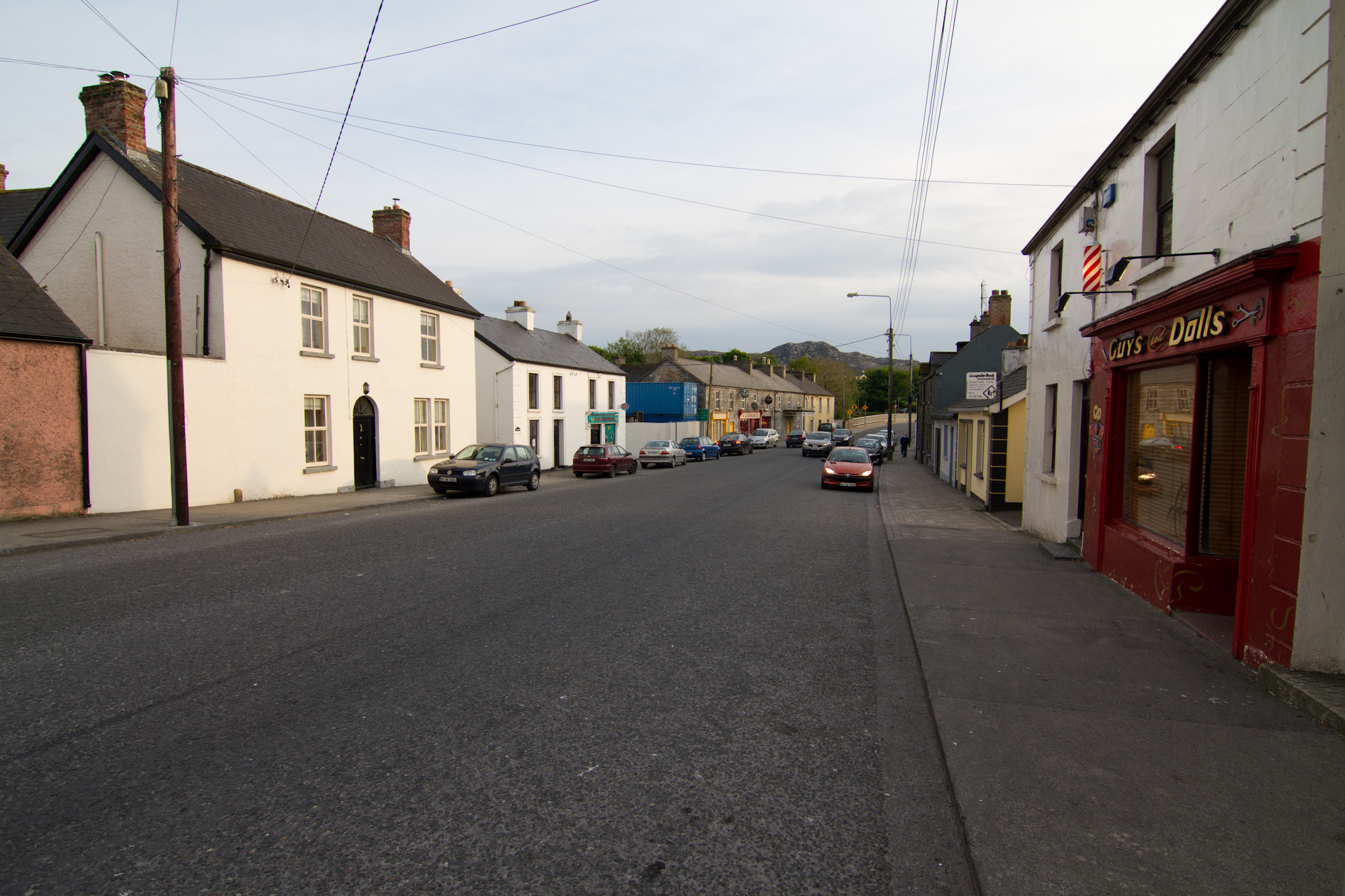
Nationalstraße N59 (2011)

Ballysodare hatte seit dem 3. Dezember 1862 einen Bahnhof an der Bahnstrecke Dublin–Sligo, die an jenem Tag von der Midland Great Western Railway (MGWR) in Betrieb genommen wurde. 1882 kam ein zweites Gleis hinzu, als die Sligo, Leitrim and Northern Counties Railway (SLNCR bzw. SL&NC) ihre Strecke von Enniskillen in Richtung Sligo weiterführte. Ab 1895 verkehrten auch Züge der Waterford & Limerick Railway zwischen Sligo und Limerick über Ballysodare. Nach Enniskillen fuhr am 30. September 1957 der letzte Zug. Am 17. Juni 1963 wurde der Bahnhof für den Personenverkehr geschlossen, 1975 endete auch die Bedienung im Güterverkehr. Die Reisezüge der verbliebenen Verbindung Dublin–Sligo durchfahren den ehemaligen Bahnhof heute ohne Halt.
Der Ort liegt an der Nationalstraße N4, die Dublin mit Sligo verbindet. Vierstreifig ausgebaut verläuft sie heute parallel zur Bahnstrecke am Ostrand Ballysodares. Die N59 Ballina–Sligo führt nach wie vor durch das Zentrum der Stadt.

## Boys of Ballisodare Festival
Die Brüder Philip and Kevin Flynn organisierten 1977 das erste Boys of Ballisodare Festival, ein mehrtägiges Musikfestival unter freiem Himmel auf einer Wiese am Südostrand der Stadt. Die Veranstaltung mit teilweise mehr als 10.000 Zuhörern wurde bis 1982 jährlich wiederholt. Auftretende Künstler waren irische Folkmusiker wie Planxty, The Bothy Band, Clannad, Andy Irvine und Paul Brady, aber auch Vertreter anderer Stilrichtungen wie Donovan (1980) und Chuck Berry (1981). Das Festival war das erste seiner Art in Irland, bei dem die Musiker unter einem Zeltdach spielten.